# Référendum lituanien d'octobre 1992
Le référendum lituanien de 1992 est un référendum ayant eu lieu le 25 octobre 1992 en Lituanie. Il vise à mettre en place une nouvelle constitution. Il a eu une participation de 75,3 %. La question a été approuvée à 78,2 %[réf. nécessaire].